# Кутатели, Александр Николаевич
Александр Николаевич Кутатели (псевдоним; настоящее имя Александр Кутателадзе, груз. ალექსანდრე ნიკოლოზის ძე ქუთათელაძე; 25 августа (6 сентября) 1897, Кутаиси — 1982) — грузинский советский писатель и переводчик.

## Биография
Родился в Кутаиси в семье юриста.
Учился на медицинском факультете, потом на факультете грузинской словесности Тбилисского университета (1920—1925, не окончил). В 1924 в прессе впервые было опубликовано его произведение — драма «Змея Хирси».
Член Союза писателей Грузии (1934), с 1952 года — заведующий отделом прозы Союза писателей Грузии.

## Творчество
Александр Кутатели — автор двух стихотворных сборников (1937 и 1941) и сборника рассказов «Бойцы» (1942). Основное произведение — тетралогия «Лицом к лицу» (1933—1952), многоплановый роман о становлении в Грузии советской власти.
Кутатели также принадлежат переводы на грузинский язык «Фауста» И. Гёте, «Прометея» Эсхила.
Награжден орденом Трудового Красного Знамени (1958), орденом Дружбы народов (1978) и медалями.

## Память
Мемориальная доска в Тбилиси.
Именем Александра Кутатели названа улица в Тбилиси.